# Margarete Pfäfflin
Margarete „Margret“ Pfäfflin (* 10. Juni 1950 in Stuttgart) ist eine deutsche Psychologin und Ethikerin mit langjähriger Erfahrung auf dem Gebiet der Epilepsie.

## Leben
Pfäfflin studierte zunächst Psychologie in Regensburg, Groningen und Berlin und absolvierte danach eine Ausbildung in Verhaltens- und Gesprächspsychotherapie. 1999 erfolgte die Approbation als Psychologische Psychotherapeutin. Von 1977 bis 1982 war sie als Arbeitspsychologin in den Gemeinschafts-Werkstätten, danach von 1982 bis 1992 im Psychologischen Dienst des Kinderbereichs der damaligen Anstalt Bethel tätig. Von 1992 bis 2015 arbeitete sie als Referentin mit vielfältigen Aufgaben am Epilepsie-Zentrum Bethel im Evangelischen Klinikum Bethel in Bielefeld. Parallel schloss sie von 2005 bis 2007 ein berufsbegleitendes Studium der Bioethik ab an den Universitäten von Nijmegen (NL), Leuven (BE), Basel (CH) und Padua (IT) und erhielt den Titel European Master in Bioethics.

## Werk
Pfäfflin war u. a. 1992 Mitbegründerin der Fachkonferenz Epilepsie Nordrhein-Westfalen (NRW) und von 1992 bis 1996 Mitglied des Forschungsverbundes Public Health NRW mit Zuständigkeit für das Teilprojekt Epilepsie-Rehabilitation. Von 2004 bis 2009 war sie Mitglied der „Commission on Education“ der Internationalen Liga gegen Epilepsie (ILAE), 
reaktiviert und lange geleitet von dem französischen Neurologen und Epileptologen Henri Gastaut. Von 2017 bis 2021 war sie Vorsitzende der ersten IBE Commission on Education, Research and Telemedicine.
U.a. hat sie an der Erstellung des Epilepsie-Schulungsprogrammes für Familien mit Epilepsie „famoses“ (sowohl für die Eltern als auch die Kinder mit Epilepsie) und in der globalen Kampagne „Out of the shadows“ und der „European Declaration on Epilepsy“ mitgewirkt.
Sie ist (Ko-)Autorin von zahlreichen Artikel in nationalen und internationalen Fachzeitschriften u. a. zu den Patienten-Schulungsprogrammen MOSES und famoses oder zum Nutzen von spezialisiertem Pflegefachpersonal für Epilepsie.

### Bücher
Von M. Pfäfflin mit verfasste oder herausgegebene Bücher:
- mit N. Semmer: Interaktionstraining. Ein handlungstheoretischer Ansatz zum Training sozialer Fertigkeiten. Beltz-Verlag, Weinheim/Basel (1978) 1979.
- mit S. Pöld: Kinderwunsch und Elternschaft von Menschen mit einer geistigen Behinderung: eine Orientierungshilfe. (= Betheler Arbeitstexte. 6). Bethel-Verlag, Bielefeld 1992.
- als Hrsg.: Anfallskranke Kinder und Jugendliche in Erziehungs- und Schulberatungsstellen. (= Betheler Arbeitstexte. 8). Bethel-Verlag, Bielefeld 1994.
- als Hrsg. mit M. Endermann (Hrsg.): Behinderte Menschen mit Epilepsie in Heimen und betreuten Wohngruppen. Überlegungen und Empfehlungen zur Versorgung. (= Bethel-Beiträge. 49). Bethel-Verlag, Bielefeld 1995.
- als Hrsg. mit R. T. Fraser, R. Thorbecke u. a.: Comprehensive Care for People with Epilepsy. (= Current Problems in Epilepsy. Vol 16). J. Libbey, Eastleigh 2001.
- als Hrsg. mit P. Wolf, T. Mayer, U. Specht, R. Thorbecke und H.-E. Boenigk: Praxisbuch Epilepsien: Diagnostik - Behandlung - Rehabilitation. W. Kohlhammer, Stuttgart 2003.
- mit U. Bettendorf, H. Fischbach, G. Heinen, K. Jakob, P. Klein, G. Kluger, D. Rahn, S. Rinnert, R. Winter und G. Wohlrab: famoses (modulares Schulungsprogramm Epilepsie für Familien). Ein Kurs für Kinder mit Epilepsie. Bethel-Verlag, Bielefeld 2005.
- et al.: famoses. A course for parents of children with epilepsy. 2nd revised edition. 2015. ISBN 978-3-935972-47-5.
- et al.: famoses. Modular epilepsy training programme for families. A course for children with epilepsy. Slipcase with 7 individual booklets, 2nd edition, ISBN 978-3-935972-09-3.
- mit U. Bettendorf, H. Fischbach, G. Heinen, K. Jakob, P. Klein, G. Kluger, D. Rahn, S. Rinnert, R. Winter und G. Wohlrab: famoses (modulares Schulungsprogramm Epilepsie für Familien). Ein Kurs für Eltern von Kindern mit Epilepsie. Bethel-Verlag, Bielefeld 2006.  ISBN 978-3-935972-12-3.
- mit R. Wohlfahrt und R. Thorbecke: Epilepsie ansprechen. (= Stiftung Michael Informationen zur Epilepsie). Stiftung Michael in Kooperation mit dem Bethel-Verlag, Bonn 2015. ISBN 978-3-935972-45-1.
- with Rainer Wohlfahrt and Rupprecht Thorbecke: Addressing epilepsy (= Michael Foundation in cooperation with Bethel-Verlag). 2020. 2nd edition. ISBN 978-3-935972-63-5.

### Artikel
- et al.: PESOS-Fragebogen für Menschen mit Epilepsie - Psychometrische Eigenschaften der Skalen zur Beeinträchtigung durch die Epilepsie und zu emotionalen Aspekten der Lebensqualität. Zeitschrift für Epileptologie, 17(4), 287–300. 2004
- Nachruf (auf Helga Rühling). In: epikurier, Ausgabe 1, 2008
- et al.: Lebensqualität und psychosoziale Aspekte bei älteren Menschen mit Epilepsie. 2014
- et al.: The Impact on Family Scale: Psychometric analysis of long and short forms in parents of children with epilepsy. 2014
- et al.: Veränderungen im Behandlungsstand, der sozialen Situation und den wahrgenommenen Beeinträchtigungen Epilepsiekranker zwischen 1995 und 2012. In: Sozialarbeit bei Epilepsie 14. 2021
- et al.: Anne Hagemann, Daniela von Pfeil: FAMOSES-Epilepsie-Schulungen in Zeiten der COVID-19-Pandemie. Epilepsy educational program FAMOSES during the COVID-19 pandemic. 2023
- et al.: Have attitudes toward epilepsy improved in Germany over the last 50 years? 2023
- et al.: Validation of the Japanese version of the scales of the attitudes toward people with epilepsy (SAPE- J). 2024
- Zwangssterilisation bei Menschen mit Epilepsie im 3. Reich. In: epikurier, Ausgabe 4, 2024

## Auszeichnungen
- 2001: Sibylle-Ried-Preis der Stiftung Michael für die Evaluation des Patienten-Schulungsprogramms MOSES
- 2007: erneut Sibylle-Ried-Preis der Stiftung Michael als Mitglied des Projekt-Teams „famoses/modulares Schulungsprogramm Epilepsie für Familien“
- 2016: Ehrenmitgliedschaft Deutsche Gesellschaft für Epileptologie[6]
- 2024: ILAE European Epilepsy Service Award im Rahmen des 15th European Epilepsy Congress in Rom[7][8]